# Karl-Karlsatjärnen
Karl-Karlsatjärnen är en sjö i Skellefteå kommun i Västerbotten och ingår i Skellefteälvens huvudavrinningsområde.